# British Saloon Car Championship 1964
Het British Saloon Car Championship 1964 was het zevende seizoen van het British Saloon Car Championship. Het kampioenschap begon op 14 maart op Snetterton en eindigde op 19 september op Oulton Park. De titel werd gewonnen door Formule 1-wereldkampioen van 1963 Jim Clark.

## Kalender
Winnaars van races met meerdere klassen in vetgedrukt.
| Ronde | Ronde | Circuit                                  | Datum        | Klasse A Winnaar | Klasse B Winnaar | Klasse C Winnaar                  | Klasse D Winnaar |
| ----- | ----- | ---------------------------------------- | ------------ | ---------------- | ---------------- | --------------------------------- | ---------------- |
| 1     | 1     | Snetterton Motor Racing Circuit, Norfolk | 14 maart     | John Fitzpatrick | Jim Clark        | John Sparrow                      | Jack Brabham     |
| 2     | 2     | Goodwood Circuit, West Sussex            | 30 maart     | Mike Young       | Jim Clark        | Geen (coureurs gediskwalificeerd) | Jack Sears       |
| 3     | 3     | Oulton Park, Cheshire                    | 11 april     | Mike Young       | Jim Clark        | Chris McLaren                     | Gawaine Baillie  |
| 4     | 4     | Aintree Motor Racing Circuit, Liverpool  | 18 april     | John Fitzpatrick | Jim Clark        | John Sparrow                      | Jack Sears       |
| 5     | 5     | Silverstone Circuit, Northamptonshire    | 2 mei        | Paddy Hopkirk    | Jim Clark        | Chris McLaren                     | Jack Sears       |
| 6     | A     | Crystal Palace, Londen                   | 18 mei       | John Handley     | Niet meegedaan   | Niet meegedaan                    | Niet meegedaan   |
| 6     | B     | Crystal Palace, Londen                   | 18 mei       | Niet meegedaan   | Jim Clark        | Royston Carpenter                 | Gawaine Baillie  |
| NC    | NC    | Brands Hatch, Kent                       | 11 juli      | John Fitzpatrick | John Whitmore    | Niet meegedaan                    | Niet meegedaan   |
| 7     | 7     | Brands Hatch, Kent                       | 3 augustus   | John Rhodes      | Jim Clark        | Chris McLaren                     | Jack Sears       |
| 8     | 8     | Oulton Park, Cheshire                    | 19 september | John Rhodes      | Jim Clark        | Chris McLaren                     | Jack Brabham     |

## Kampioenschap
| Driver's championship | Driver's championship | Driver's championship | Driver's championship       | Driver's championship | Driver's championship |
| Pos.                  | Coureur               | Auto                  | Team                        | Klasse                | Punten                |
| --------------------- | --------------------- | --------------------- | --------------------------- | --------------------- | --------------------- |
| 1                     | Jim Clark             | Ford Cortina Lotus    | Team Lotus                  | B                     | 48                    |
| 2                     | John Fitzpatrick      | Morris Mini Cooper S  | Cooper Car Co.              | A                     | 38                    |
| 3                     | Mike Young            | Ford Anglia Super     | Superspeed Conversions Ltd. | A                     | 30                    |
| 4                     | Chris McLaren         | Jaguar Mk II 3.8      |                             | C                     | 26                    |
| 5                     | Bob Olthoff           | Ford Cortina Lotus    | John Willment Automobilies  | B                     | 24                    |
| -                     | Peter Arundell        | Ford Cortina Lotus    | Team Lotus                  | B                     | 24                    |
| -                     | Gawaine Baillie       | Ford Galaxie          |                             | D                     | 24                    |
| 8                     | Jack Sears            | Ford Galaxie          | John Willment Automobilies  | D                     | 22                    |
| 9                     | Paddy Hopkirk         | Austin Mini Cooper S  | Cooper Car Co.              | A                     | 20                    |
| -                     | David Haynes          | Lotus Cortina         |                             | B                     | 20                    |
| 11                    | Frank Gardner         | Lotus Cortina         | John Willment Automobiles   | B                     | 16                    |
| 12                    | Jack Brabham          | Ford Galaxie          | Alan Brown Racing Ltd.      | D                     | 14                    |
| 13                    | John Sparrow          | Jaguar Mk II 3.8      |                             | C                     | 12                    |
| 14                    | John Handley          | Morris Mini Cooper S  | Team Broadspeed             | A                     | 10                    |

## Motors
| Klasse | Motor grootte | Motor grootte |
| Klasse | Minimum       | Maximum       |
| ------ | ------------- | ------------- |
| A      | geen          | 1300cc        |
| B      | 1301cc        | 2000cc        |
| C      | 2001cc        | 5000cc        |
| D      | 5001cc        | geen          |